# فيفيان ميديما
آنا مارغاريثا مارينا أستريد «فيفيان» ميديما (بالهولندية: Anna Margaretha Marina Astrid Miedema)‏ (تنطق بالهولندية: [ˈɑnaː mɑrɣaːˈreːtaː maːˈrinaː ˈɑstrɪt viviˈɑnə ˈmidəmaː]؛ 15 يوليو 1996)، هي لاعبة كرة قدم هولندية تلعب في مركز الهجوم لصالح نادي الدوري الإنجليزي الممتاز آرسنال، ولمنتخب هولندا لكرة القدم للسيدات.

## الموهبة الكروية

### البداية
في عمر 14 سنة وقعت عقدا مع نادي هيرنفين للسيدات، اوبدأت اللعب رسميا في سن 15 سنة. حيث كانت أصغر لاعبة محترفة في الدوري الهولندي الممتاز للسيدات. وقد سجلت 39 هدفا في موسم 2013–14 متربعة على عرش هدافة الموسم.

### بايرن ميونخ للسيدات
في موسم 201415 من الدوري الألماني لكرة القدم للسيدات وقعت عقدا مع نادي بايرن ميونخ للسيدات صيف العام 2014. وساهمت في فوز فريقها باللقب منذ العام 1976.

### آرسنال للسيدات
في مايو 2017 انتقلت نحو الدوري الإنجليزي الممتاز للسيدات عبر بوابة نادي آرسنال للسيدات وسجلت أول أهدافها في 29 أكتوبر من نفس العام ضد نادي إيفرتون للسيدات.

## مع المنتخب
في 26 سبتمبر 2013 استدعاها مدرب منتخب هولندا لكرة القدم للسيدات، حيث شاركت في بطولة أوروبا تحت 19 سنة لكرة القدم للسيدات حيث شاركت ضد منتخب ألبانيا للسيدات في أول مباراة لها، وساهمت بتسجيلها 6 أهداف في تتويج منتخبها باللقب.كما فازت بهداف البطولة واللاعب الذهبي في البطولة .

## الألقاب

### مع بايرن ميونخ
- الدوري الألماني لكرة القدم للسيدات (2014–15 / 2015–16)

### مع آرسنال
- الدوري الإنجليزي الممتاز للسيدات (2017–18)

### مع المنتخب
- بطولة أوروبا تحت 19 سنة لكرة القدم للسيدات (2014)
- بطولة أمم أوروبا لكرة القدم للسيدات 2017

### الشخصية
- بطولة أوروبا تحت 19 سنة لكرة القدم للسيدات (2014) هداف البطولة
- بطولة أوروبا تحت 19 سنة لكرة القدم للسيدات (2014) اللاعب الذهبي
- دوري أبطال أوروبا للسيدات 2016–17: هداف البطولة